# Batayogligla
Batayogligla (Batayolida),  jedna od skupina Chizo Indijanaca u 17 i ranom 18. stoljeću nastanjeni na sjeveroistoku Chihuahue u Meksiku, i moguće u području Big Benda u Teksasu na rijeci Rio Grande. Bili su nomadski lovci i sakupljači, o kojima nije mnogo poznato. Nestali. 

## Vanjske poveznice
- Batayogligla Indians